# Wilhelm I. von Straßburg
Wilhelm († 7. November 1047) aus dem Geschlecht der Salier war von 1029 bis zu seinem Tod Bischof von Straßburg.

## Leben und Wirken
Wilhelm war der vierte und jüngste Sohn Ottos von Worms, Herzog von Kärnten aus dem Haus der Salier, und dessen Ehefrau Judith von Kärnten. Sein früh verstorbener Bruder war Papst Gregor V. Er wurde Geistlicher und war Domherr in Straßburg, sowie Erzkaplan von Kaiserin Gisela, der Ehefrau seines Neffen Kaiser Konrad II., seit 1027 erster Kaiser aus dem Haus der Salier. 1029 avancierte Wilhelm, im vorgerückten Alter von etwa 50 Jahren, zum Bischof von Straßburg.
Bischof Wilhelm wandelte im Jahre 1031 das Schottenkloster zum heiligen Thomas in ein weltliches Kollegiatstift um. 1031 gründete er ebenso das Kollegiatstift Jung-St. Peter.
Er begüterte und weihte am 25. Juli 1035 die Burgheimer Kirche in Lahr, ebenso konsekrierte Wilhelm den Neubau vom St. Thomas und beschenkte das Kloster Eschau sowie die Kirche zu Dambach.
Im Codex minor ecclesiae Spirensis, einem Kopialbuch des Bistums Speyer aus dem 13. Jahrhundert, hat sich die Notiz erhalten, am 3. Dezember 1038 sei in der Abtei Limburg, im Beisein des Kaisers Konrad II., seiner Gemahlin Gisela und der Bischöfe Azecho von Worms, Reginbald von Speyer, Heribert von Eichstätt, Thietmar von Hildesheim, sowie Walter von Verona im Kalenderstreit gegen Bischof Wilhelm von Straßburg entschieden worden, dass der erste Adventsonntag stets in der Zeit zwischen dem 27. November und dem 3. Dezember begangen werden müsse. Hintergrund der Angelegenheit war ein Besuch des Kaisers am 26. November des Jahres in Straßburg, wo er zu seinem Erstaunen festgestellt hatte, dass sein Onkel, Bischof Wilhelm, den 1. Adventsonntag dort schon eine Woche früher feierte, worin der Kaiser eine Abweichung von der kirchlichen Norm sah.
Es wird überliefert, dass Bischof Wilhelm zusammen mit seinem Vertrauten, dem späteren Bischof Benno II. von Osnabrück, zu Beginn der 1040er Jahre eine Wallfahrt ins Heilige Land unternommen habe.
Erzbischof Hunfried von Ravenna, zuvor Domherr in Straßburg, schenkte 1044 sein väterliches Erbgut Embrach dem bischöflichen Stuhl Straßburgs und übergab es zu Händen von Bischof Wilhelm. Dieser trat jedoch die Rechte daran 1046 an das räumlich nähere Nachbarbistum Konstanz ab, wogegen das Straßburger Domkapitel Einspruch erhob und was zu Streitigkeiten führte, die über Wilhelms Tod hinaus andauerten.
Bischof Wilhelm wurde 1047 in seiner Gründung Jung-St. Peter bestattet.
Bischof Wilhelm wird im Biographisch-Bibliographischen Kirchenlexikon von Traugott Bautz als „Organisator und Festiger seines Bistums“ mit „tief religiöser Haltung“ bezeichnet.
Abt Lambert von Moyenmoutier widmete ihm ein Gedicht als Vorsatz zu seiner Klosterchronik.